# Jardim Botânico de Salvador
O Jardim Botânico de Salvador é um jardim botânico localizado no bairro de São Marcos, em Salvador, capital do estado da Bahia.
Foi criado em 22 de março de 2002, conforme decreto nº 13.546, referendado pela lei 6.291 de 2003, ocupando 17 hectares de domínio público. Foi fruto da transformação do Horto da Mata dos Oitis em jardim botânico, com preocupações sobre o oiti-da-bahia, o jacarandá-da-bahia, espécies ligadas ao candomblé e outras endêmicas ao bioma da Mata Atlântica. O Jardim é gerido pela Prefeitura, bem como o Horto da Sagrada Família, o Parque da Cidade, o Parque São Bartolomeu e o Parque das Dunas.
O local é aberto à visitação pública. Nele, são realizados pesquisas acadêmicas, conservação e preservação das plantas, atividades voltadas para a educação ambiental, além de incentivar a utilização sustentável da flora como forma de preservação ambiental. O espaço abriga mais de 60 mil amostras de plantas desidratadas (exsicatas) provenientes de vários biótipos, como Mata Atlântica, Amazônia, Cerrado, Caatinga, Restinga e Manguezal.